# Оперативен ливъридж
Оперативният ливъридж (на английски: Operating Leverage) показва степента, до която дадена фирма (бизнес) е зависим от извършването на постоянни разходи и какъв е делът на променливите разходи с нарастването на оборота.

## Измерители на оперативния ливъридж
За измерване дела на постоянните спрямо променливите разходи (оперативния ливъридж) в бизнеса на фирмата, във финансовата теория най-често се използват следните коефициенти:
Постоянни разходи/общо разходи:
{\displaystyle {\frac {\text{FC}}{\text{TC}}}={\frac {\text{FC}}{{\text{FC}}+{\text{VC}}}}}
Постоянни разходи/променливи разходи:
{\displaystyle {\frac {\text{FC}}{\text{VC}}}}
, където FC = постоянни разходи, VC = променливи разходи, TC = общо разходи